# Chris Robinson (baseball)
Pour les articles homonymes, voir Chris Robinson (homonymie) et Robinson.
Christopher James Robinson (né le 12 mai 1984 à London, Ontario, Canada) est un receveur canadien de baseball.

## Carrière
Chris Robinson joue au baseball à l'école secondaire Lord Dorchester de Dorchester en Ontario lorsqu'il est repêché par les Mets de New York de la Ligue majeure de baseball, qui en font leur choix de 30e ronde en 2002. Il ne signe cependant pas avec le club et rejoint l'Université de l'Illinois à Urbana-Champaign. Il signe son premier contrat avec les Tigers de Détroit, qui en font leur choix de troisième ronde en 2005. Robinson évolue en ligues mineures dans l'organisation des Tigers en 2005 et 2006, puis de 2006 à 2011 pour des clubs affiliés aux Cubs de Chicago, qui l'obtiennent le 20 août 2006 en retour du joueur d'arrêt-court Neifi Pérez. En 2012, Robinson rejoint un club-école des Orioles de Baltimore.
Robinson s'aligne avec l'équipe du Canada dans plusieurs compétitions internationales, notamment le Championnat du monde de baseball junior en 2002 et la Coupe du monde de baseball en 2003 et 2009, gagnant une médaille de bronze en cette dernière occasion. Il remporte l'or en baseball aux Jeux panaméricains de 2011 présentés à Guadalajara au Mexique. Il est de l'équipe canadienne participant aux Classiques mondiales de baseball de 2006, 2009 et 2013.
Membre de l'organisation des Orioles de Baltimore à l'amorce de l'année 2013, Robinson passe aux Padres de San Diego le 20 juin suivant lorsque son contrat y est cédé. Il fait à 29 ans ses débuts dans les Ligues majeures de baseball avec San Diego le 4 septembre 2013. Il dispute 8 matchs du club en fin de saison. Son premier coup sûr dans les majeures est un coup de circuit de 3 points comme frappeur suppléant opposé au lanceur Eury De La Rosa des Diamondbacks de l'Arizona le 25 septembre.